# Kreayshawn
Kreayshawn, pseudonimo di Natassia Gail Zolot (San Francisco, 24 settembre 1989), è una rapper statunitense.
Il suo album d'esordio, pubblicato dalla Columbia Records, attira le attenzioni degli addetti ai lavori, ottenendo recensioni miste e un buon successo commerciale: l'album entra nella Billboard 200, nella top 20 tra gli album hip hop e al secondo posto nella classifica degli Heatseekers.

## Biografia
Figlia della cantante Elka Zolot (ex Trashwomen), è nata a San Francisco, ma da bambina si è trasferita ad Oakland. Ha studiato a Los Angeles e nel 2010 ha pubblicato il suo primo mixtape. Il nome Kreayshawn deriva dalla pronuncia sbagliata della parola "creation". Nel maggio 2011 ha pubblicato il videoclip di Gucci Gucci, che rappresenta anche il suo primo singolo. Firma un contratto con la Columbia Records e pubblica l'album d'esordio Somethin' 'Bout Kreay nel settembre 2012. È attiva anche come direttrice creativa e regista di videoclip.

## Gioventù ed Educazione
Natassia Zolot nacque il 24 settembre 1989 a San Francisco. Discendente degli ebrei Ashkenaziti Russi da parte di sua madre Elka Zolot, originaria di San Francisco e membro della band "The Trashwomen". Kreayshawn si trasferì ad Okland ancora giovane e registrò il suo primo videoclip all'età di 10 anni, dopodiché cominciò a documentare i suoi rap ed a filmare la sua vita quotidiana.
A 13 anni si iscrisse alla MetWest High School, che lei descrisse come "un'alternativa alla tradizionale scuola superiore". Invece di seguire discipline  come matematica ed Inglese, doveva praticare tirocinio presso la stazione radio locale per tre giorni alla settimana. Insoddisfatta dalla mancanza di occupazione presso l'istituto, decise di iscriversi ad un istituto superiore statale. Tuttavia, secondo la sua testimonianza, Kreayshawn non frequentò mai nessuna lezione, così indotta all'abbandono degli studi e persino all'espulsione per le eccessive assenze.
All'età di 16 anni si trasferì dalla zia a Berkeley in California. Traslocò nuovamente per vivere con la sua amica V-Nasty e si iscrisse ad un programma di studio passando il suo "GED" ed ottenendo finalmente un titolo. Ricevette così un supporto finanziario con il quale poté acquistare una casa. Compiuti 17 anni, ebbe il suo primo laptop con il quale si dedicò a registrare canzoni ed a coltivare esperienza nella cinematografia, cominciando a registrare videoclip per degli artisti locali come per esempio Lil B.

## Discografia

### Singoli
- 2011 - Bumpin' Bumpin'
- 2011 - Gucci Gucci
- 2012 - Breakfast (Syrup) (feat. 2 Chainz)
- 2012 - Go Hard (La.La.La)
- 2013 - Marble Phone (feat. Yung Lean)
- 2015 - "Hey Ricky (feat Nervo, Dev and Alisa)

### Album in studio
- 2012 - Somethin' 'Bout Kreay